# Bailey Willis

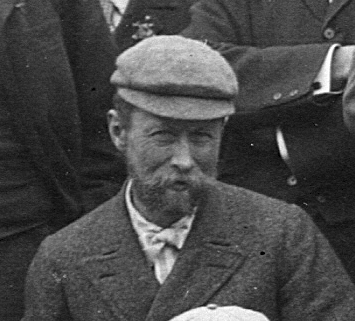
Bailey Willis, 1897.

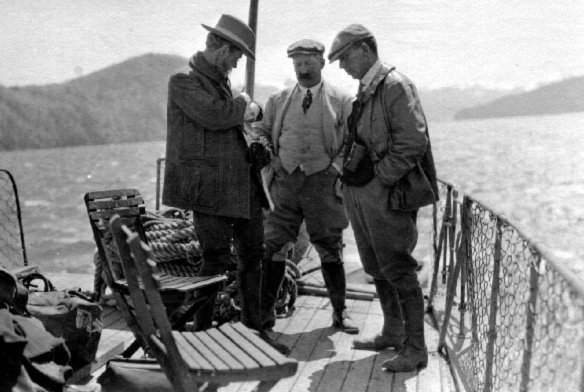
Comisión de Estudios Hidrológicos. Bailey Willis junto a Emilio Frey

Bailey Willis (Nueva York, Estados Unidos, 31 de marzo de 1857-Palo Alto, California, 19 de febrero de 1949), fue un geólogo norteamericano. Obtuvo los títulos de Ingeniero de Minas e Ingeniero Civil en la Universidad de Columbia. Trabajó como geólogo y enseñó geología en las Universidades Johns Hopkins, Chicago y Stanford. Se especializó en geología estructural y sismología. Fue miembro de la Academia Nacional de Ciencias y Presidente de  las  Sociedades  Geológica  y  Sismológica  de  su  país. Comenzó su carrera como ingeniero pero luego se orientó hacia la geología tomando parte en expediciones que lo llevaron por el mundo, incluso a China. Más tarde actuó como consultante, realizó experimentos científicos y se involucró en actividades conservacionistas y tuvo un papel destacado en la creación del Parque nacional del Monte Rainier en 1899.
Entre  1911  y  1914  estuvo  en  la  Argentina, donde  dirigió  una  Comisión  de Estudios  Hidrológicos  que  realizó  la  primera  cartografía  detallada  del  sur  de  la  Provincia  de  Rio  Negro,  tendiente  a  proveer de  agua potable a San Antonio Oeste y a facilitar el tendido de una línea férrea al lago Nahuel Huapi y a Chile. El Ministro de Obras Públicas durante la presidencia de José Figueroa Alcorta, el argentino Ezequiel Ramos Mexía, promovió la Ley de Fomentos de los Territorios Nacionales e impulsó la creación de los Ferrocarriles del Estado, dos iniciativas con fuerte impacto en la Patagonia Argentina. En 1910   viajó  a   la   Argentina,   en   compañía del antropólogo  Ales  Hrdlicka, y  fue  invitado  por  el  gobierno de  la  Argentina  a  realizar un estudio geológico en regiones semiáridas del norte de la Patagonia y en la parte oriental de los Andes, con Willis como director y Emilio Frey como su representante argentino y topógrafo. En el seno de la Comisión se realizó la primera cartografía detallada del sur de la provincia de Río Negro. En el invierno de 1913 acamparon en Maquinchao. El resultado de su trabajo, El Norte de la Patagonia, se publicó en 1914. Planteó la posibilidad de crear un polo industrial en el Nahuel Huapi aprovechando la energía hidroeléctrica. Sus   informes   incluyeron   proyectos   para   el desarrollo   de   ciudades,   caminos,   industrias,   manejo   de aguas,  aprovechamiento hidroeléctrico, además de  aspectos geológicos. Willis dejó Argentina en 1914 y,  con  excepción  de  algunas  publicaciones,  la  mayor  parte de su trabajo y de sus informes realizados al Gobierno de la Argentina no  estuvieron  disponibles  por  más  de  treinta  años. Muchos datos y documentos fueron entregados posteriormente   a   Parques   Nacionales   y   recién   fueron publicados un siglo después en el marco de un convenio entre Parques Nacionales, Conicet, y la Universidad Nacional del Comahue, quienes realizaron la compilación y edición del Tomo II de la Comisión de Estudios Hidrológicos. Escribió memorias sobre sus trabajos y viajes: Un Yankee en la Patagonia y Friendly China: Two Thousand Miles Afoot Among the Chinese, publicado por Stanford University Press el año de su muerte, 1949.